# Jakov Blagaić
Jakov Blagaić (Spalato, 8 febbraio 2000) è un calciatore croato, centrocampista del Puszcza Niepołomice.

## Carriera

### Club
Cresciuto nel settore giovanile dell'Hajduk Spalato, il 22 settembre 2017 fa il suo debutto con l'Hajduk Spalato II subentrando ad Ardit Deliu nel match di campionato vinto 2-1 contro il Hrvatski Dragovoljac.
L'8 aprile 2019 firma il suo primo contratto professionistico e,
il 15 dicembre seguente, fa il suo debutto in prima squadra subentrando a Marin Jakoliš nella vittoria di campionato contro l'Istria 1961 (2-1).
Il 20 agosto 2020 viene ceduto in prestito all'Olimpia Lubiana. Fa il suo debutto una settimana dopo, subentrando a Dražen Bagarić nella partita di ritorno del primo turno di qualificazione di Europa League, vinta contro il Víkingur (2-1). Tre giorni più tardi esordisce anche in campionato, nella trasferta pareggiata 1-1 contro il Koper.
Dopo la prima parte della stagione al club sloveno, fa il suo ritorno nella squadra riserve dell'Hajduk per poi, il 13 agosto 2021, venir ceduto in prestito stagionale al Široki Brijeg. Debutta il 12 settembre seguente in occasione del match di campionato pareggiato 0-0 contro il Željezničar.
Terminato il prestito al Široki Brijeg, nell'estate 2022, rescinde il suo contratto con l'Hajduk Spalato.  Nel gennaio 2023, dopo sei mesi senza squadra, si accasa al Borac Banja Luka. Trova la sua prima rete con la nuova casacca il 21 maggio seguente, in occasione del match di campionato vinto contro il Sloboda Tuzla (3-2).
Il 4 luglio 2024 passa tra le file del Puszcza Niepołomice, firmando un contratto fino al 30 giugno 2026 con opzione di rinnovo. Quindici giorni dopo scende in campo, subentra a Jakub Serafin nella sconfitta di campionato contro il Jagiellonia (2-0). L'11 agosto seguente mette a referto la rete del definitivo 2-2 nella partita casalinga contro il Legia Varsavia.

### Nazionale
Il 6 settembre 2019 fa il suo debutto con la Croazia U-20, parte da titolare nell'amichevole pareggiata 1-1 contro la Francia.

## Statistiche

### Cronologia presenze e reti in nazionale
| Cronologia completa delle presenze e delle reti in nazionale ― Croazia under 20 | Cronologia completa delle presenze e delle reti in nazionale ― Croazia under 20 | Cronologia completa delle presenze e delle reti in nazionale ― Croazia under 20 | Cronologia completa delle presenze e delle reti in nazionale ― Croazia under 20 | Cronologia completa delle presenze e delle reti in nazionale ― Croazia under 20 | Cronologia completa delle presenze e delle reti in nazionale ― Croazia under 20 | Cronologia completa delle presenze e delle reti in nazionale ― Croazia under 20 | Cronologia completa delle presenze e delle reti in nazionale ― Croazia under 20 |
| Data                                                                            | Città                                                                           | In casa                                                                         | Risultato                                                                       | Ospiti                                                                          | Competizione                                                                    | Reti                                                                            | Note                                                                            |
| ------------------------------------------------------------------------------- | ------------------------------------------------------------------------------- | ------------------------------------------------------------------------------- | ------------------------------------------------------------------------------- | ------------------------------------------------------------------------------- | ------------------------------------------------------------------------------- | ------------------------------------------------------------------------------- | ------------------------------------------------------------------------------- |
| 6-9-2019                                                                        | Zagabria                                                                        | Croazia under 21                                                                | 1 – 1                                                                           | Francia under 21                                                                | Amichevole                                                                      | -                                                                               | 46’                                                                             |
| Totale                                                                          |                                                                                 | Presenze                                                                        | 1                                                                               |                                                                                 | Reti                                                                            | 0                                                                               |                                                                                 |

| Cronologia completa delle presenze e delle reti in nazionale ― Croazia under 19 | Cronologia completa delle presenze e delle reti in nazionale ― Croazia under 19 | Cronologia completa delle presenze e delle reti in nazionale ― Croazia under 19 | Cronologia completa delle presenze e delle reti in nazionale ― Croazia under 19 | Cronologia completa delle presenze e delle reti in nazionale ― Croazia under 19 | Cronologia completa delle presenze e delle reti in nazionale ― Croazia under 19 | Cronologia completa delle presenze e delle reti in nazionale ― Croazia under 19 | Cronologia completa delle presenze e delle reti in nazionale ― Croazia under 19 |
| Data                                                                            | Città                                                                           | In casa                                                                         | Risultato                                                                       | Ospiti                                                                          | Competizione                                                                    | Reti                                                                            | Note                                                                            |
| ------------------------------------------------------------------------------- | ------------------------------------------------------------------------------- | ------------------------------------------------------------------------------- | ------------------------------------------------------------------------------- | ------------------------------------------------------------------------------- | ------------------------------------------------------------------------------- | ------------------------------------------------------------------------------- | ------------------------------------------------------------------------------- |
| 12-2-2019                                                                       | Parenzo                                                                         | Croazia under 19                                                                | 0 – 0                                                                           | Serbia under 19                                                                 | Amichevole                                                                      | -                                                                               | 90’                                                                             |
| 14-2-2019                                                                       | Parenzo                                                                         | Croazia under 19                                                                | 1 – 0                                                                           | Serbia under 19                                                                 | Amichevole                                                                      | -                                                                               | 89’                                                                             |
| 20-3-2019                                                                       | Signo                                                                           | Germania under 19                                                               | 2 – 1                                                                           | Croazia under 19                                                                | Qual. Europeo Under-19 2019                                                     | 1                                                                               | 54’ 63’                                                                         |
| 23-3-2019                                                                       | Dugopoglie                                                                      | Ungheria under 19                                                               | 0 – 2                                                                           | Croazia under 19                                                                | Qual. Europeo Under-19 2019                                                     | -                                                                               | 60’                                                                             |
| 26-3-2019                                                                       | Signo                                                                           | Croazia under 19                                                                | 2 – 3                                                                           | Norvegia under 19                                                               | Qual. Europeo Under-19 2019                                                     | -                                                                               | 46’                                                                             |
| Totale                                                                          |                                                                                 | Presenze                                                                        | 5                                                                               |                                                                                 | Reti                                                                            | 1                                                                               |                                                                                 |

## Palmarès

### Club

#### Competizioni nazionali
- Campionato bosniaco: 1

Borac Banja Luka: 2023-2024